# Пашевская
Пашевская — деревня в Плесецком районе Архангельской области.

## География
Находится в западной части Архангельской области на расстоянии приблизительно 53 км на юг-юго-запад по прямой от административного центра района поселка Плесецк на правом берегу реки Онега.

## История
В 1873 году здесь (деревня Каргопольского уезда Олонецкой губернии было учтено 15 дворов, в 1905 — 19. До 2021 года входила в Конёвское сельское поселение до его упразднения.

## Население
Численность населения: 88 человек (1873 год), 136 (1905), 0 как в 2002 году, так и в 2010.